# Aethia
Genre
Le genre Aethia regroupe des oiseaux de mer dont le nom vernaculaire est starique, appartenant à la famille des alcidés.

## Étymologies
Le nom scientifique Aethia provient du grec αίθυια (« oiseau de mer », terme générique) ; le nom normalisé français, starique, provient, via le néerlandais, du russe старик  (starik, « petit vieillard »).  

## Liste des espèces
D'après la classification de référence (version 14.1, 2024) de l'Union internationale des ornithologues, il y a 4 espèces du genre Aethia (ordre philogénique) :
- Aethia psittacula (Pallas, 1769) – Starique perroquet ;
- Aethia pusilla (Pallas, 1811) – Starique minuscule ;
- Aethia pygmaea (Gmelin, JF, 1789) – Starique pygmée ;
- Aethia cristatella (Pallas, 1769) – Starique cristatelle.